# Flavipanurgus venustus
Flavipanurgus venustus is een vliesvleugelig insect uit de familie Andrenidae. De wetenschappelijke naam van de soort is voor het eerst geldig gepubliceerd in 1835 door Erichson.